# Provinciaal Museum Emile Verhaeren
Het Provinciaal Museum Emile Verhaeren werd in 1955 in Sint-Amands (België), de geboorteplaats van de Franstalige Vlaamse dichter en kunstcriticus Emile Verhaeren, opgericht.
De heer René Gevers, een achterneef van de dichter, bracht het museum onder in het veerhuis aan de Kaai.
De collectie bestond grotendeels uit kunstwerken, allerlei boeken en realia.
In de jaren zestig trok de heer Gevers zijn collectie terug. Een nieuwe collectie werd samengesteld en het beheer van het Veerhuis werd overgenomen door de VVV Klein-Brabant/Scheldeland.
In 1982 werd het Antwerpse Provinciebestuur eigenaar van het gebouw en de collectie. Met provinciale, gemeentelijke en private participatie is, sinds 1 januari 1995 het Emile Verhaeren Genootschap vzw volledig verantwoordelijk voor het beleid en het beheer van het museum.
In 1997 werd het museum ondergebracht op de eerste verdieping van het 'Dorpshuis De Leeuw' aan de Emile Verhaerenstraat. Dit volledig gerestaureerde gebouw, maakte vroeger deel uit van het geboortehuis van Emile Verhaeren. 
Het Provinciaal Museum Emile Verhaeren is een literair museum. Het herbergt originele manuscripten, boeken, brieven, foto’s, persoonlijke realia, kunst- en beeldhouwwerken.
De bezoeker kan er kennismaken met de dichter, zijn literaire activiteit en de tijdgeest waarin hij leefde.